# Robert Pickrell
Robert W. Pickrell (* 25. November 1922 in Prescott, Arizona; † 10. August 2017) war ein US-amerikanischer Offizier, Jurist und Politiker (Republikanische Partei).

## Werdegang
Robert W. Pickrell, Sohn von Charles U. Pickrell senior, wurde 1925 im Yavapai County geboren. Seine Familie zog bald darauf nach Phoenix (Maricopa County). Pickrell ging dort zur Schule. Als sein Vater zum Direktor der Agricultural Extension ernannt wurde, zog die Familie nach Tucson (Pima County). Dort beendete er seine Highschool und ging dann auf die University of Arizona.
Seine Ausbildung wurde durch den Zweiten Weltkrieg unterbrochen. Pickrell diente als Corporal in der 45. Infanteriedivision, welche an den Kämpfen von Anzio bis Rom teilnahm. Er gehörte zu der ersten Welle der Kampftruppen in der Operation Dragoon, welche während der Invasion der Alliierten in Südfrankreich am 15. August 1944 landeten. Nach dem Krieg kehrte er an die University of Arizona zurück, wo er 1947 seinen Bachelorabschluss und 1949 seinen Juris Doctor machte.
Nach seinem Abschluss an der juristischen Fakultät begann er bei der Anwaltskanzlei von Gentry & Gentry in Bisbee (Cochise County) zu arbeiten. Er praktizierte auch kurz in Willcox (Cochise County). 1951 kehrte er als Attorney für die Industrial Commission nach Phoenix zurück. Von 1953 bis 1955 war er stellvertretender Attorney General von Arizona und vertrat in dieser Zeit das Land Department und die Corporation Commission.
Fünf Jahre lang war er bei der Anwaltskanzlei von Pickrell, Hunter, Bartlett & Penn tätig.
Pickrell war lange Zeit in der Republikanischen Partei aktiv. 1960 wurde er zum Attorney General von Arizona gewählt und bekleidete den Posten von 1961 bis 1965.
Danach war er als Executive Director für die Maricopa County Legal Aid Society und als City Attorney von Avondale (Maricopa County) tätig.
1974 wurde er zum Richter am Superior Court von Maricopa County ernannt – ein Posten, welchen er bis 1991 innehatte. Im Laufe der Zeit ging er Zivil-, Straf-, Jugend- und Familienrecht nach.
Während seiner juristischen Laufbahn war er oft pro bono tätig, um Bedürftigen und Unterrepräsentierten zu helfen. Sein Engagement im öffentlichen Dienst war für Organisationen, wie dem Community Legal Services (CLS) und das Salvation Army Legal Aid Program, von großer Bedeutung. Im Jahr 2002 verlieh ihm die CLS den neu geschaffenen Lifetime Commitment to Justice Award, welcher seinen Namen trägt.